# 卵叶白前
卵叶白前（学名：Cynanchum steppicolum）是夹竹桃科鹅绒藤属的植物。分布于中国大陆的四川等地，生长于海拔2,700米的地区，见于高的山地小路边杂草中，目前尚未由人工引种栽培。